# Храм Святого мученика Евгения (Новосибирск)
Храм святого мученика Евгения — православный храм, расположенный в Новосибирске возле Заельцовского кладбища. Архитектор — Ирина Ивановна Руденко.

## История
В качестве основы для строительства будущей церкви был взят проект храма XVII века.
5 ноября 1992 года Владыкой Тихоном был освящён закладной камень.
В 1993 году во время празднования Пасхи в храме состоялась Первая Божественная литургия, епископ Тихон совершил малое освящение престола и храма.
Храм святого мученика Евгения стал подворьем Покровского мужского монастыря в Завьялове. Здесь начали регулярно нести службу монашествующие.
В 1995 году возвели колокольню, с Урала для церкви были привезены колокола.
С сентября 1997 года храм стал подворьем Михаило-Архангельского мужского монастыря, расположенного в селе Мало-Ирменка.
28 июня 1998 года епископ Новосибирский и Бердский Сергий совершил торжественное освящение престола.
В январе 2001 года при храме расположилось подворье Михаило-Архангельского женского монастыря Мало-Ирменки.

## Святыни
В храме находятся икона Сергия Радонежского с частицей его святых мощей и Благовещение Матери Божией.

## Захоронения
На территории церкви похоронен протоиерей Николай Чугайнов, благодаря которому в городе Белово был сооружён новый храм в честь Вознесения Господня и восстановлена колыванская Церковь во имя святого благоверного князя Александра Невского.

## Галерея

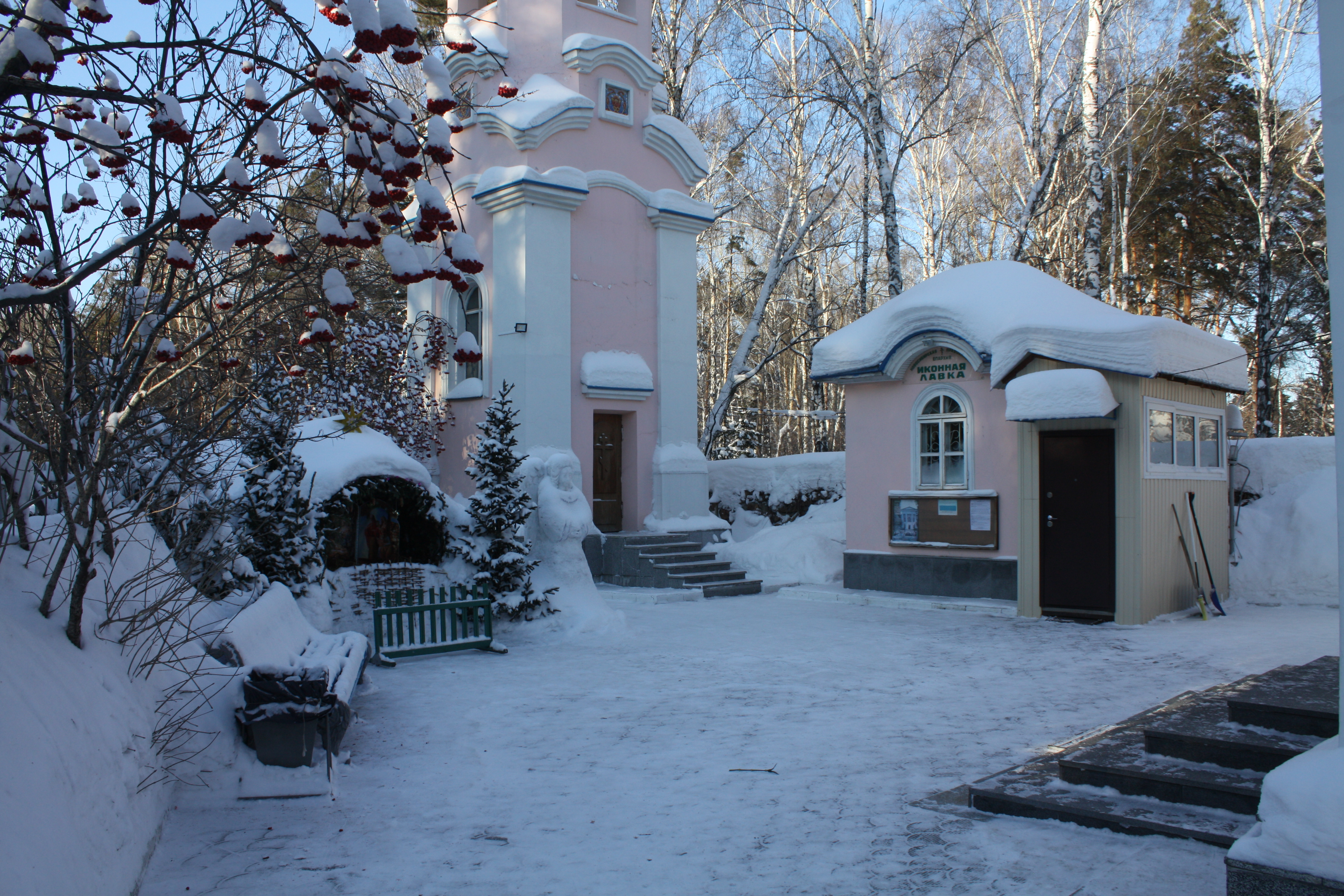
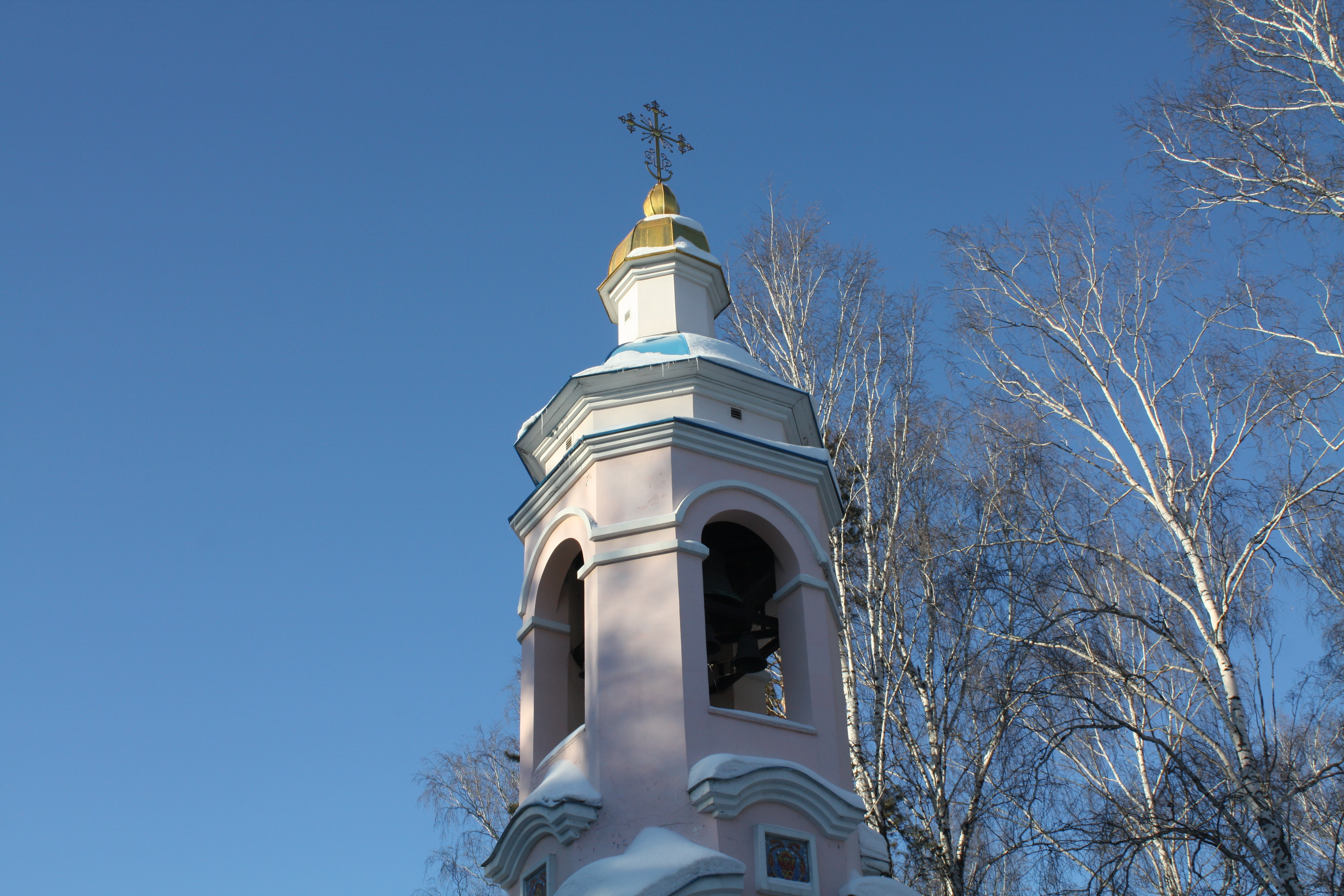
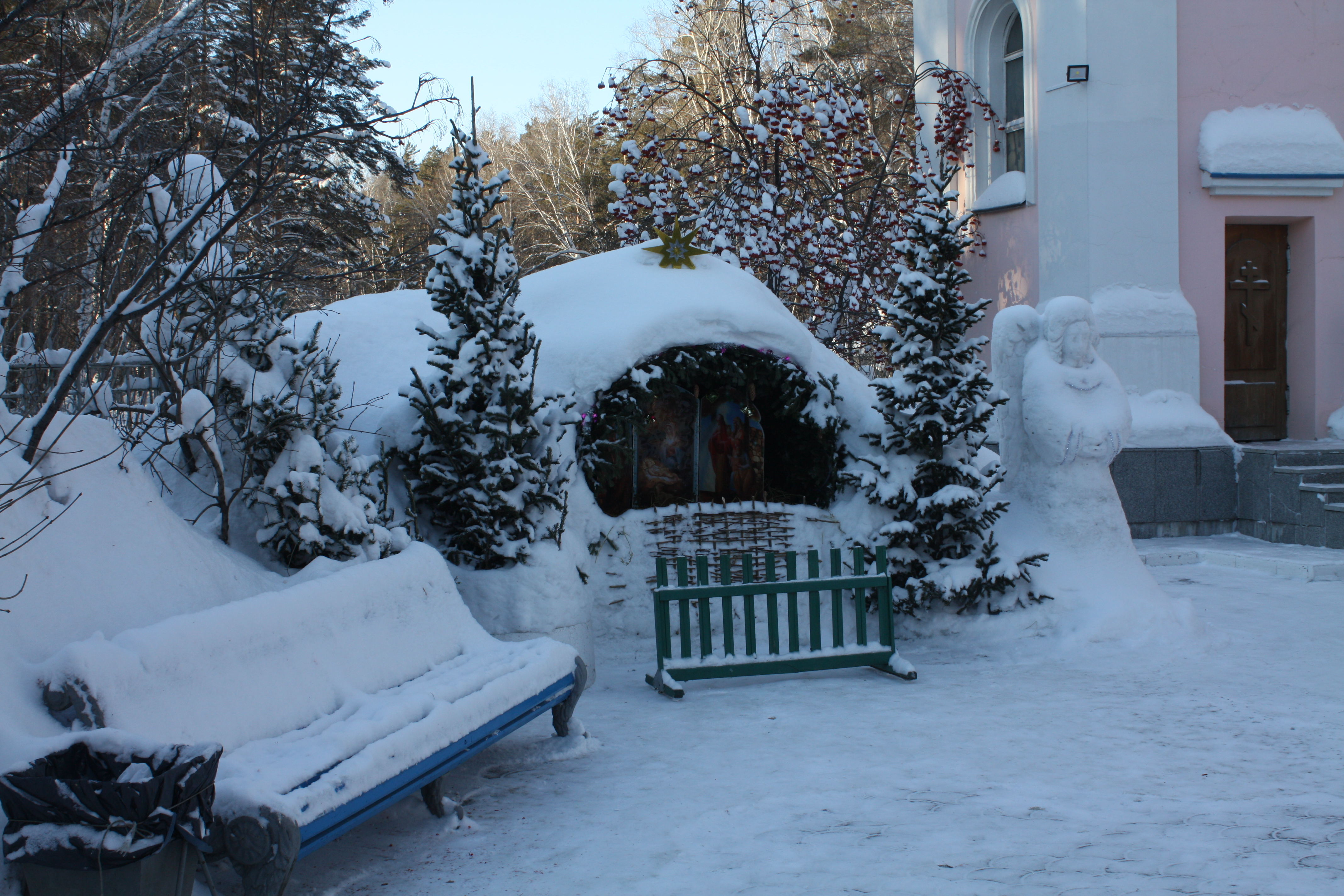
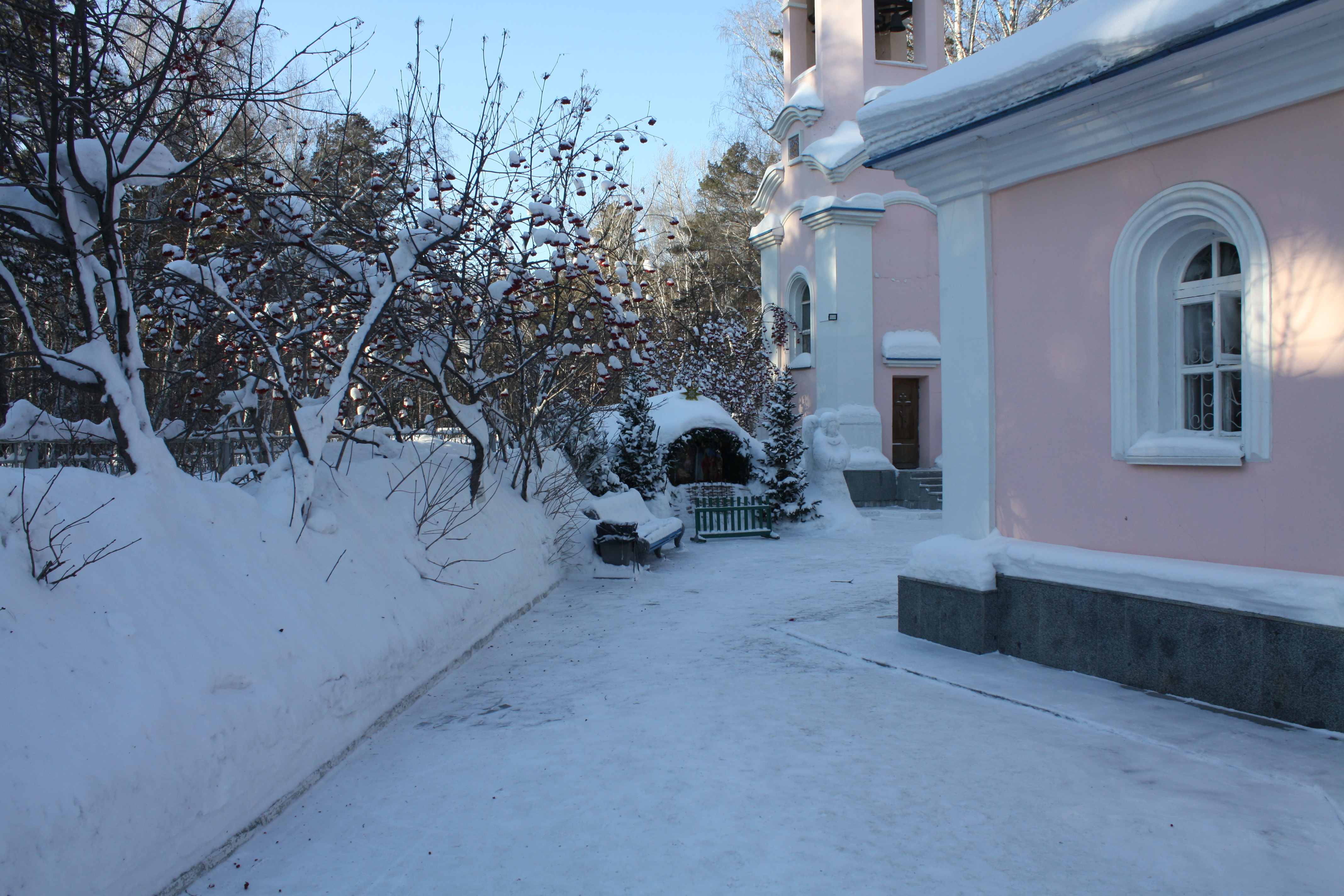